# Лъскава дървесна змия
Лъскавите дървесни змии (Dendrelaphis pictus) са вид влечуги от семейство Смокообразни (Colubridae).
Разпространени са в Югоизточна Азия и близките части на Южна Азия.
Таксонът е описан за пръв път от Йохан Фридрих Гмелин през 1789 година.

## Подвидове
- Dendrelaphis pictus andamanensis
- Dendrelaphis pictus pictus